# Jemima Paulo
Jemima Paulo, née en 2007, est une joueuse d'échecs angolaise maître FIDE féminin depuis 2024. Championne d'Afrique des moins de 13 ans en 2020, championne féminine d'Afrique des moins de 16 ans en 2022, l'année suivante, elle devient vice-championne mixte d'Afrique après être arrivée seconde aux championnats d'échecs juniors d'Afrique. 
Au 1er juillet 2024, elle est la première joueuse d'Angola avec un classement Elo de 2 039 points.

## Biographie
Elle concourt avec l'école Ditrov, un groupe d'échecs angolais.
En 2020, elle remporte les championnats d'Afrique des moins de 13 ans, ce qui permet de qualifier l'Angola pour les championnats du monde puis représente son pays pour les jeux olympiques d'été de 2020. En 2022, elle remporte le championnat d'Afrique féminin des moins de seize ans,.
En 2023, elle obtient le titre de vice-championne d'Afrique après être arrivée seconde aux championnat d'échecs junior d'Afrique mixte,,, notamment en vainquant la coach de l'équipe nigériane, Rosemary Amadasun. En 2024, elle arrive sixième des championnats d'échecs d'Afrique féminins, devant sa compatriote, Ednasia Junior.